# Fresne-le-Plan
Fresne-le-Plan ist eine französische Gemeinde im Département Seine-Maritime in der Region Normandie. Die Gemeinde befindet sich im Arrondissement Rouen, ist Teil des Kantons Le Mesnil-Esnard (bis 2015: Kanton Boos). Die Gesamtbevölkerung betrug zum 1. Januar 2022 547 Einwohner.

## Geographie
Fresne-le-Plan liegt etwa 15 Kilometer ostsüdöstlich von Rouen. Umgeben wird Fresne-le-Plan von den Nachbargemeinden Auzuville-sur-Ry im Norden, Letteguives im Osten, Renneville im Osten und Südosten, Bourg-Beaudouin im Süden, Le Mesnil-Raoul im Süden und Südwesten, Montmain im Westen sowie Bois-d’Ennebourg im Westen und Nordwesten.

## Bevölkerungsentwicklung
| Bevölkerungsentwicklung | Bevölkerungsentwicklung | Bevölkerungsentwicklung | Bevölkerungsentwicklung | Bevölkerungsentwicklung | Bevölkerungsentwicklung | Bevölkerungsentwicklung | Bevölkerungsentwicklung | Bevölkerungsentwicklung |
| ----------------------- | ----------------------- | ----------------------- | ----------------------- | ----------------------- | ----------------------- | ----------------------- | ----------------------- | ----------------------- |
| Jahr                    | 1962                    | 1968                    | 1975                    | 1982                    | 1990                    | 1999                    | 2006                    | 2013                    |
| Einwohner               | 245                     | 232                     | 320                     | 369                     | 379                     | 456                     | 531                     | 633                     |

## Sehenswürdigkeiten
- Kirche Saint-Pierre aus dem 18. Jahrhundert
- Taubenturm in Mesnil Grain aus dem 18. Jahrhundert

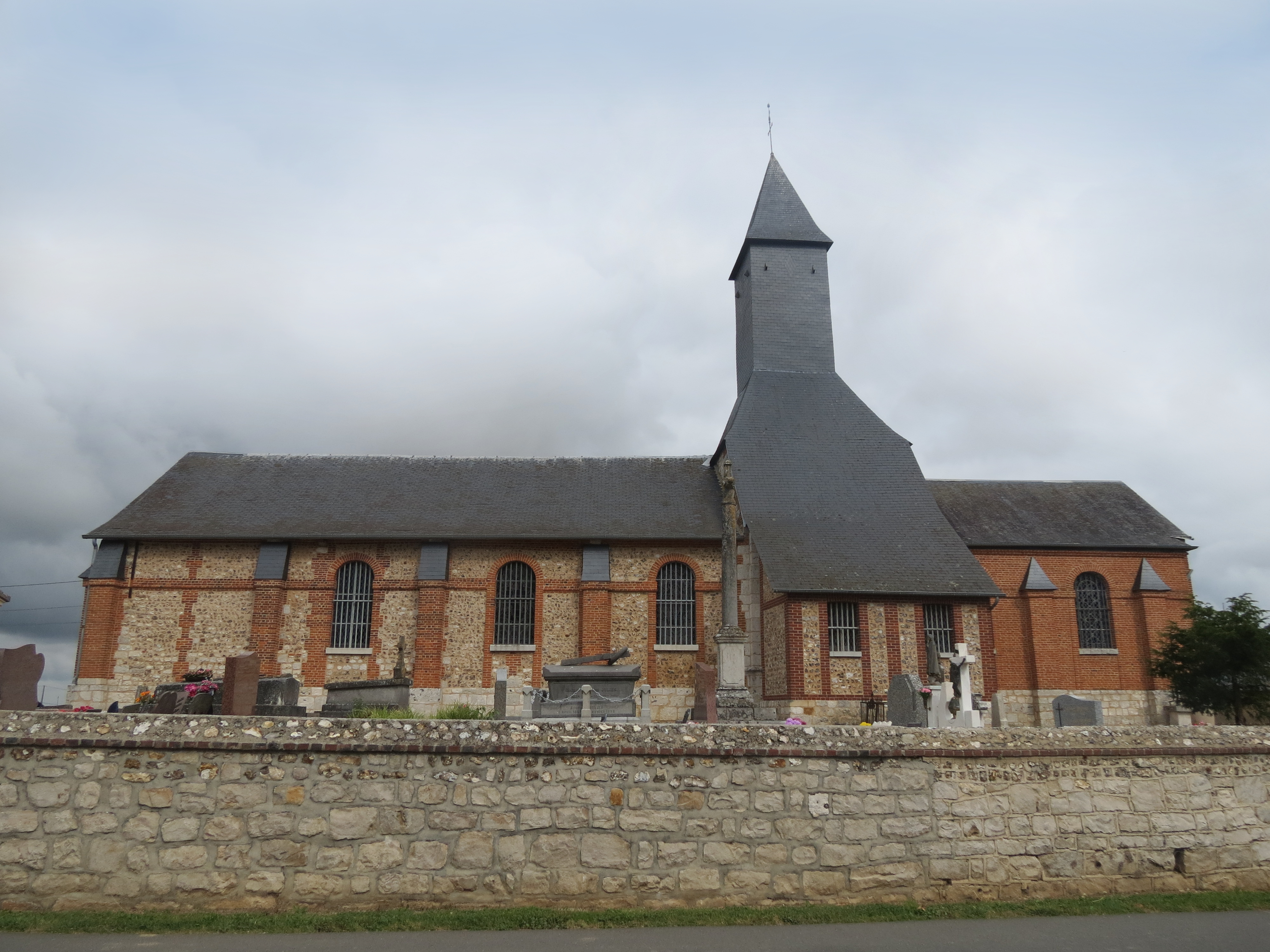
Kirche Saint-Pierre